# El Mirage (Arizona)
El Mirage ist eine US-amerikanische Stadt in Arizona im Maricopa County.
Sie hat 35.805 Einwohner (Stand: Volkszählung 2020) auf einer Fläche von 25,0 km². 
Die Stadt liegt in der Metropolregion der Hauptstadt Phoenix. Durch El Mirage verläuft der U.S. Highway 60.

## Geographie
El Mirage liegt etwa 24 Kilometer nordwestlich von Phoenix. Die die direkten Nachbarstädte sind im Uhrzeigersinn von Nord nach Süd Surprise, Sun City West, Sun City, Youngtown und Litchfield Park. Im Westen erheben sich die White Tank Mountains und im Südwesten befindet sich der Militärflugplatz Luke Air Force Base, auf dem zwischen 1957 und 1983 mehr als 2.000 Angehörige der Bundeswehr als Piloten unter anderem am Starfighter ausgebildet wurden.

## Geschichte
Die Hohokam waren die ersten Bewohner des Stadtgebiets von El Mirage. Insgesamt besiedelten sie die gesamte südliche Hälfte von Arizona, ausgehend von der heutigen Stadt Flagstaff nach Süden bis hin zur mexikanischen Grenze. Wissenschaftler vermuten, dass sie um 300 v. Chr. von Mexiko aus nach Norden vordrangen. Ein wesentliches Merkmal der Hohokam-Kultur war ein ausgeklügeltes Bewässerungssystem, das sich über 1200 Kilometer erstreckte und ein Gebiet von über 10.000 Hektar bewässerte. Sie erwiesen sich als tüchtige Farmer und wurden unter dem Namen Kanalbauer bekannt. Sie trieben Handel mit ihren Nachbarn im Norden und Osten, den Anasazi und den Mogollon. Im zwölften Jahrhundert begann der Niedergang der Hohokam-Kultur. Lange Dürrezeiten lösten eine Hungersnot aus und im folgenden Jahrhundert zerstörten Überschwemmungen das Bewässerungssystems, sodass die Hohokam ihre Ernährungsgrundlage verloren. Es gibt Anzeichen dafür, dass die Pima Nachfahren der Hohokam sein könnten, weil diese die gleichen überlieferten Techniken bei der Bewässerung anwendeten.
Ab 1867 wurden die meisten alten Kanäle der Hohokam von amerikanischen Farmern reaktiviert und für die Bewässerung ihrer Felder eingesetzt. Im 20. Jahrhundert erfolgte mit bundesstaatlicher Unterstützung ein Umbau des Bewässerungssystems, der das gesamte heutige Stadtgebiet von Phoenix mit ausreichendem Wasser versorgte. Im Verlauf der frühen 1930er Jahre siedelten Farmarbeiter am Westufer des Agua Fria Rivers. Aus dem Süden kamen mexikanische Kanalarbeiter und Erntehelfer. Sie gründeten 1937 den Ort El Mirage, der 1951 eine selbständige Verwaltung bekam (incorporated). Zu dieser Zeit war der Ort eine reine Wohnstadt und hatte das Flair einer Kleinstadt des amerikanischen Westens. Das änderte sich mit dem sprunghaften Bevölkerungszuwachs in den 1990er Jahren. El Mirage wuchs von rund 5000 Bewohnern um 1990 auf 32.607 Personen im Jahr 2006. Es wird erwartet, dass die Bevölkerungszahl der Stadt in den nächsten Dekaden weiterhin stark ansteigt.

### Einwohnerentwicklung
Historisch gesehen ist die Metropolregion Phoenix eine eher von der Landwirtschaft geprägte Gegend. In den letzten beiden Jahrzehnten haben hier besonders Elektronik- und Telekommunikationsunternehmen stark investiert. Aufgrund des angenehmen warmen Klimas, der Nähe zum Grand Canyon und anderer landschaftlicher Attraktionen hat sich der Tourismus enorm entwickelt. Im Winter ist Phoenix bei zahlreichen älteren Amerikanern sehr gefragt, die dem kalten Wetter im Norden der USA entfliehen möchten und sich hier ihren Altersruhesitz suchen. Deshalb ist der Großraum Phoenix und damit El Mirage derzeit besonders für die Immobilienwirtschaft interessant.
| Jahr | Einwohner |
| ---- | --------- |
| 1990 | 5.001     |
| 2000 | 7.609     |
| 2010 | 31.797    |
| 2020 | 35.805    |